# Marcello Malpighi
Pour l’article homonyme, voir Andrea Ghini Malpighi.
Marcello Malpighi, né le 10 mars 1628 à Crevalcore (dans les environs de Bologne) et mort le 29 novembre 1694 à Rome, est un médecin et naturaliste italien. Il est considéré comme le fondateur de l'anatomie microscopique ou histologie. Son nom reste attaché aux structures dont il a donné les premières descriptions.

## Biographie
Sa première jeunesse est consacrée à l'étude des Belles-Lettres. En 1645, à l'âge de 17 ans, il commence des études de philosophie à l'université de Bologne sous la direction du philosophe aristotélicien Francesco Natali. Sur son conseil, en 1649, il s'oriente vers la médecine. Ses maîtres sont Bartolomeo Massari, puis Andrea Mariani. Il est l'un des neuf auditeurs qui se réunissent chez Massari ; on y pratique les méthodes utilisées par William Harvey, qui reste pour Malpighi un modèle sa vie durant. Il termine ses études à Bologne, où il est reçu docteur en 1653.
Il acquiert rapidement une grande réputation, et le grand-duc de Toscane, Ferdinand II, le nomme professeur titulaire de la chaire de médecine théorique à l'université de Pise en 1656. C'est à Pise qu'il rencontre Giovanni Alfonso Borelli, mathématicien philosophe, qui lui fait connaitre l'atomisme de Démocrite et sans doute la microscopie. C'est à Pise aussi qu'il prend connaissance des techniques qui ont permis à Giovanni Battista Hodierna d'étudier l’œil de la mouche. Il ne reste à Pise que trois ans, sa santé précaire le poussant à rentrer à Bologne parmi les siens.
En 1659, Malpighi est de retour à Bologne. Lui et Carlo Fracassati y font des dissections et des vivisections. En 1662, il est nommé à la plus importante chaire de médecine de l'université de Messine, laissée vacante. Il est mal accueilli, car cette université restait très attachée au galénisme arabe, alors qu'il défend l'hippocratisme grec,.
Il regagne alors Bologne en 1667. Il est invité à correspondre avec la Royal Society ; il entre dans la Société le 4 mars 1669. En 1691, il devient médecin du pape Innocent XII. Mais lui-même souffre depuis des années de goutte, et de troubles cardiaques. Il meurt d'apoplexie le 29 novembre 1694 au palais du Quirinal.
Son corps est embaumé, transporté à Bologne et inhumé dans l'église Saint-Grégoire.

## Travaux

### Physiologie

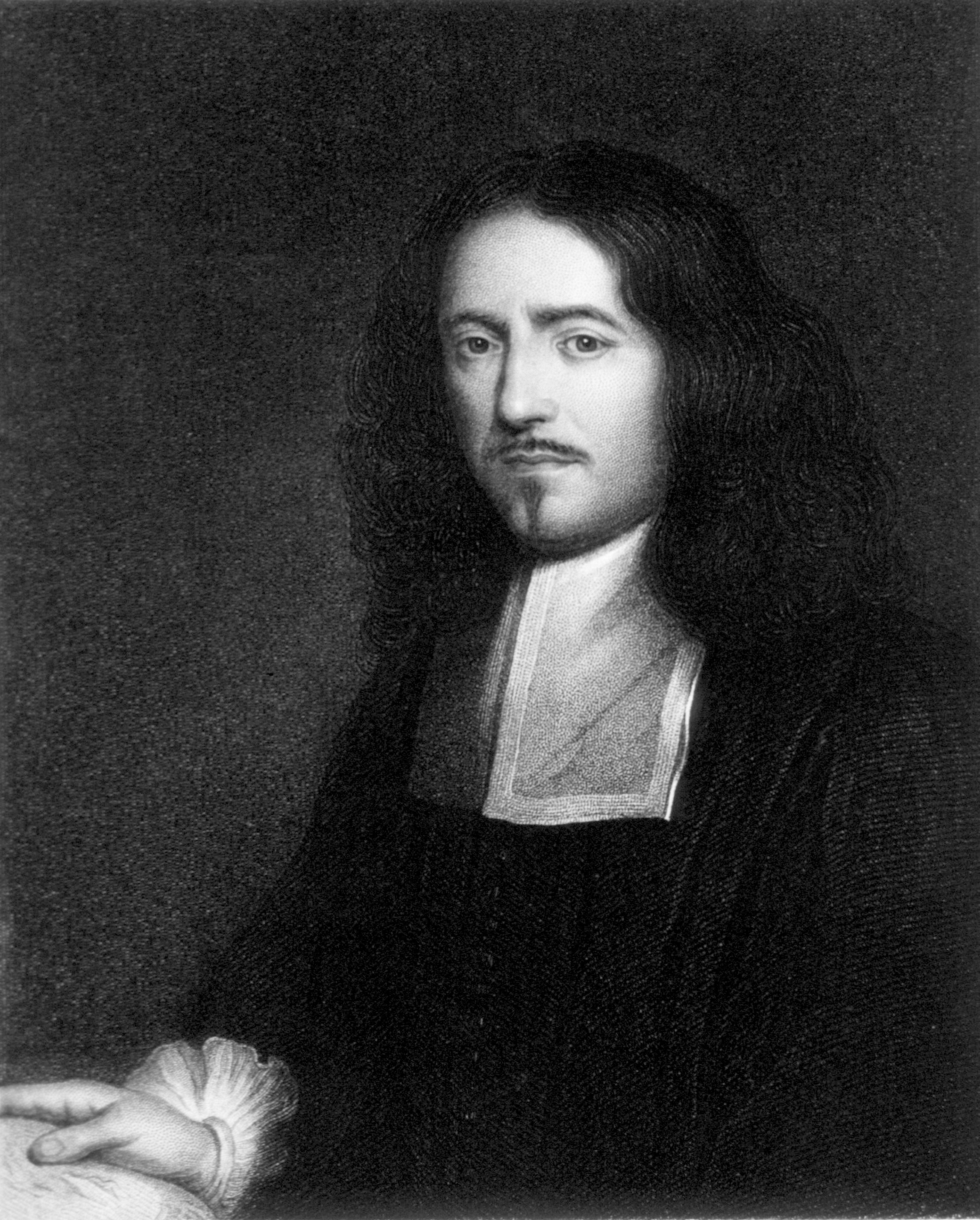
Marcello Malpighi.

En 1657, il montre que le cœur du bœuf est formé de deux sortes de fibres, en spirale et rectiligne, qu'il s'agit d'un organe musculaire et non glandulaire sécréteur. Il se démarque ici de la médecine antique et médiévale qui faisait du cœur une source de vie, l'organe producteur d'un pneuma (souffle, esprit ou principe) de chaleur vitale.
En 1659, il donne une première description de la structure de la rate (corpuscules de Malpighi de la rate, il aperçoit des globules rouges dans les capillaires) et de ce qu'il appelle « glandes lymphatiques » (follicules lymphoïdes de la rate).
Les travaux de Harvey démontrant la circulation du sang, s'ils étaient révolutionnaires, restaient incomplets. Harvey n'avait pu trouver comment le sang passait des artères aux veines. En utilisant le microscope et en axant ses recherches sur le poumon, Malpighi découvre les capillaires en 1661, et les décrit dans ses Observations anatomiques du poumon, bouclant ainsi le système de Harvey. Le tissu pulmonaire est une agrégation de membranes extrêmement fines, agencées « en vésicules semblables aux rayons d'une ruche d'abeille » entourées d'un réseau très dense de minuscules vaisseaux communiquant avec de minuscule terminaisons bronchiques. Ce livre est considéré comme l'un des ouvrages fondateurs de la médecine moderne.
il décrit de nombreuses structures variées auxquelles son nom est encore aujourd'hui attaché. Dans la langue, il découvre les papilles et leurs fonctions gustatives ; dans la peau, les glandes sébacées et sudoripares. Pour lui toutes les glandes sont des machines agissant en premier lieu comme des filtres, fournissant les produits issus du sang et destinés à être excrétés. Pour désigner leur structure en grappe, il crée le terme d'acini (acinus).
Le cerveau, le rein, la rate, le foie fonctionnent selon ce modèle glandulaire. Ainsi, le cortex cérébral est formé de « glandes » dont les conduits excréteurs produisent un « suc nerveux ». Il montre l'architecture interne du rein, en considérant la formation de l'urine comme un processus élaboré de « séparation », et non pas comme une simple filtration. Il note la structure lobaire du foie où il situe la formation de bile, et non pas dans la vésicule biliaire comme on le pensait.
Il abordera également l'entomologie (sur le bombyx du mûrier, historiquement le premier mémoire consacré à un invertébré) et l'embryologie (formation de l'embryon de poulet). Dans ce dernier domaine, il est partisan de la théorie de la préformation, selon laquelle l'œuf contient déjà en miniature l'individu tout entier.

### Botanique

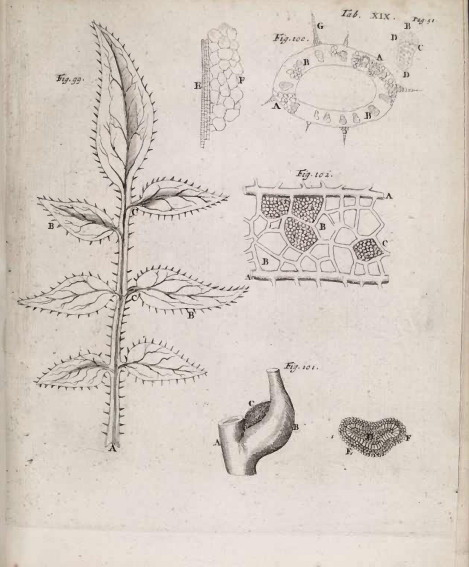
Illustration dans les Œuvres complètes de Malpighi.

Malpighi fait paraître en 1671 un travail intitulé Anatome plantarum sur l'anatomie cellulaire des végétaux. Il montre que le tissu cellulaire est constitué de vésicules de forme variable qu'il nomme « utricules ». En comparant les tissus de divers végétaux, il voit que les utricules sont soudés entre eux par une substance qu'il nomme « cystoblastème ». Malgré tout, les illustrations de Malpighi, pourtant dessinateur hors pair, sont souvent difficiles à interpréter.
Malpighi propose une analogie entre les tissus osseux et ligneux, idée reprise plus tard par Duhamel du Monceau. Malpighi devine ainsi que tous les êtres vivants reposent sur une structure analogue de base.
Il étudie également l'embryologie des végétaux. Bien que ses observations soient très poussées, il ne reconnait pas l'existence du sexe des plantes,. Enfin, Malpighi reste attaché à la théorie de la préformation en décrivant le bourgeon comme une structure contenant tous les éléments de la future feuille, fleur ou branche.
Ces travaux font de Malpighi, conjointement avec Nehemiah Grew, l'un des fondateurs de l'anatomie végétale.

### Méthode expérimentale
Les travaux de Malpighi vont à l'encontre du dogme galénique et lui attireront l'hostilité critique de ses adversaires. De son temps, ses travaux furent tournés en  dérision, traités de « frivoles et vaines spéculations pour entretenir l'humeur curieuse des gens oisifs », en revanche ils furent bien accueillis par les grands anatomistes de l'époque.
L’œuvre de Malpighi est à la rencontre d'un instrument, le microscope, et d'une méthode. Cette méthode, il la définit lui-même comme une méthode d'analogie. Celle-ci se place dans un courant philosophique de l'époque : le renouveau de l'atomisme classique, c'est-à-dire « la libre philosophie de Démocrite » qui influence les recherches anatomiques du XVIIe siècle, où l'on se propose de remplacer la dissectio (dissection) jugée grossière par la resolutio ad minutum, la décomposition du corps en ses éléments véritables à l'aide de microscopes, procédé délicat analogue au démontage d'horlogerie. Il ne s'agit plus de savoir pourquoi, mais comment les phénomènes se produisent.
Les premiers microscopes du temps de Malpighi sont, au début du XVIIe siècle, une lentille unique montée dans un tube en carton ou entre deux lames. Les améliorations successives durant ce siècle aboutissent à des instruments avec un grossissement de l'ordre de x 200 (jusqu'à x 270 pour le meilleur de Leeuwenhoek), mais le faible intervalle entre la lentille et le spécimen donne un manque de lumière, problème non résolu par les opérateurs qui se plaignent de fatigue visuelle.
Selon M. Grmek, le microscope joue un très grand rôle, mais presque plus comme idée que comme instrument réel,. Les microscopistes s'efforcent de rendre visible ce qu'ils pensent déjà savoir, c'est-à-dire ce qu'ils posent comme hypothèse : à savoir que l'organisme vivant est composé d'unités fonctionnelles, « machines minuscules », invisibles à l'œil nu. Pour faire apparaître cette composition, Malpighi combine l'observation microscopique avec la préparation de l'objet observé, préparation qu'il appelle « anatomie artificielle et subtile », en utilisant macérations, techniques de coupe et colorants.
En plus de ses découvertes, Malpighi imaginera le schéma type des articles scientifiques tel qu'utilisé aujourd'hui. Il décrira notamment ses méthodes expérimentales afin que les autres médecins puissent vérifier et confirmer (ou infirmer) ses découvertes. Cette possibilité de critique est l'un des piliers de la science moderne.

## Éponymie
Le nom de Malpighi reste attaché à des dizaines de structures du corps humain et de celui des insectes, les principales sont : les tubes de Malpighi, la couche de Malpighi ou l'épithélium malpighien, la cellule de Malpighi (constitutive de l'épithélium malpighien), le glomérule ou corpuscule de Malpighi (glomérule rénal).
D'autres sont : le canal de Malpighi-Gärtner (vestige du canal de Wolf, susceptible de former un kyste dit de Malpighi-Gärtner), la capsule de Malpighi (portion de la capsule fibreuse de la rate), les pyramides de Malpighi (structures coniques de la zone médullaire du rein).
Linné (1707-1778) lui a dédié le genre Malpighia, type de la famille des Malpighiacées et de l'ordre des Malpighiales, ce dernier introduit par la classification phylogénétique.
Plusieurs villes italiennes ont une rue nommée Marcello Malpighi : Milan, Pérouse, Cento (province de Ferrare) etc. ; il y a un lycée Malpighi à Rome, un à Bologne etc.

## Œuvres (sélection)

Opera omnia, 1687.

Sauf mention contraire, les œuvres citées sont en latin.
- De pulmonibus observationes anatomicae (Observations anatomiques sur les poumons), Bologne, Giovanni Battista Ferroni, 1661 ; La Haye 1663 ; Leyde 1672 ; Francfort 1678.
  - Édition de 1672, dans le même volume que De pulmonum substantia et motu diatribe de Thomas Bartholin, Leyde, F. Lopez, 1672.
  - en italien, par L. Belloni, Milan, 1958.
- Epistolæ anatomicæ de cerebro ac lingua, Bologne, 1665.
- De externo tactus organo anatomica observatio, Naples, 1665.
- Dissertatio Epistolica de formatione pulli in ovo. Londres 1666, 1674.
  - en français, Paris, 1686.
- De viscerum structura … Exercitatio anatomica, Bologne 1666 ; Amsterdam 1669 ; Londres 1669 ; Iena 1677 et 1683 ; Francfort 1678.
  - Discours anatomiques sur la structure des viscères, Paris, 1683 ;  Montpellier, 1683 — Aussi numérisé par BIU Santé.
- Anatome plantarum, Londres, J. Martyn.

1. Anatome plantarum (Première partie), 1675.
2. Anatomes plantarum pars altera (Seconde partie), 1679.

- Dissertatio epistolica de bombyce (Dissertation en forme de lettre sur le ver à soie), Londres, John Martyn et James Allestry, 1669[19]. avec 54 figures en douze planches.
  - (fr) La structure du ver à soie et De la formation du poulet dans l’œuf, Paris, Maurice Villery, 1686 — Pour le texte latin de La formation… (De formatione pulli in ovo 1666), voir plus haut.
  - (fr + la) Traité du ver à soie, trad. E. Maillot, Montpellier, 1878 — La station séricicole de Montpellier a fait imprimer ce texte dans le dernier quart du XIXe siècle.
- Opera omnia (Œuvres complètes), 2 vol., Londres, Robert Scott, 1686 ; Leyde 1687.
- De structura glandarum conglobatarum, Londres 1689 ; Leyde, Pieter van der Aa, 1690.
- Opera posthuma … quibus praefixa est ejusdem vita a seipso scripta, Londres, A. & J. Churchill, 1697 ; Amsterdam 1698 ; Venise 1698  — Œuvres posthumes et courte autobiographie.
  - En ligne : édition d'Amsterdam, Gallet, 1700 — Autobiographie, datée du 16 novembre 1669 (il avait 41 ans)
- De hepate. Opera omnia, Leyde, Pieter van der Aa, 1699
- Consultationum medicinalium centuria prima, Pavie 1713 ; Venise 1748.
- Ré-édition de toutes les œuvres complètes à Venise 1733, avec préface et annotations de F. Gavinelli, lecteur d'Anatomie.

Œuvres en ligne ou liens à des œuvres en ligne :
- Marcello Malpighi, site Internet Archive.
- Marcello Malpighi, site The Oneline Books.